# Spoorlijn Saint-Hilaire-au-Temple - Hagondange
De Spoorlijn Saint-Hilaire-au-Temple - Hagondange is een Franse spoorlijn van Saint-Hilaire-au-Temple via Verdun naar Hagondange. De lijn is 158,8 km lang en heeft als lijnnummer 085 000.

## Geschiedenis
De lijn werd reeds lange tijd gewenst door Reims en Metz nadat de spoorlijn van Parijs naar Straatsburg via een andere route werd aangelegd. De Chemin de Fer de l'Est heeft zich lang verzet tegen de aanleg van deze concurrerende spoorlijn alvorens de concessie terug te winnen door te fuseren met de Compagnie des chemins de fer des Ardennes.
Op 23 juli 1867 werd het gedeelte Saint-Hilaire - Sainte-Menehould in dienst genomen, vervolgens Sainte-Menehould - Aubréville op 12 augustus 1869 en Aubréville - Verdun op 14 april 1870. Op 7 juni 1873 was de lijn tot Conflans - Jarny voltooid, en tot dat moment volledig enkelsporig.
Na de Frans-Duitse Oorlog van 1870 waarbij Elzas-Lotharingen overging in Duits bestuur was de lijn van belang voor het aansluiten voor de ijzermijnen en staalfabrieken in het noorden van het nieuwe departement Meurthe-et-Moselle en Nancy, de hoofdstad. Het gedeelte tussen Conflans-Jarny en Valleroy-Moineville maakt deel uit van deze route dat© op 1 september 1879 werd geopend. Het gedeelte tussen Valleroy - Moineville en Homécourt-Jœuf werd op 20 juli 1882 vanuit het oosten geopend door de vallei van de Orne.
Aan de andere kant van de toenmalige grens met Duitsland openden de les chemins de fer d'Alsace-Lorraine op 15 november 1880 het gedeelte vanaf Hagondange tot Moyeuvre-Grande. Na de Eerste Wereldoorlog werd in 1925 het resterende gedeelte van vijf kilometer tussen Moyeuvre-Grande en Jœuf-Homercourt voltooid.

## Treindiensten
De SNCF verzorgt het personenvervoer op dit traject met TER treinen.
| Serie      | Treinsoort | Route                                             | Bijzonderheden         |
| ---------- | ---------- | ------------------------------------------------- | ---------------------- |
| TER 833400 | TER (SNCF) | Metz-Ville – Hagondange – Conflans-Jarny – Verdun | enkele treinen per dag |
| TER 833450 | TER (SNCF) | Metz-Ville – Onville – Conflans-Jarny – Verdun    | enkele treinen per dag |

## Aansluitingen
In de volgende plaatsen is of was er een aansluiting op de volgende spoorlijnen:
Saint-Hilaire-au-Temple
RFN 005 330, raccordement van Châlons Sud
RFN 081 000, spoorlijn tussen Châlons-en-Champagne en Reims-Cérès
RFN 081 306, raccordement van Saint-Hilaire-au-Temple
Sainte-Menehould
RFN 092 300, raccordement van Sainte-Menehould 1
RFN 093 300, raccordement van Sainte-Menehould 2
RFN 210 000, spoorlijn tussen Amagne-Lucquy en Revigny
Aubréville
lijn tussen Aubréville en Apremont
Verdun
RFN 088 000, spoorlijn tussen Lérouville en Pont-Maugis
Conflans-Jarny
RFN 086 000, spoorlijn tussen Conflans-Jarny en Metz-Ville
RFN 095 000, spoorlijn tussen Longuyon en Pagny-sur-Moselle
Valleroy-Moineville
RFN 220 000, spoorlijn tussen Valleroy-Moineville en Villerupt-Micheville
Hagondange
RFN 085 306, raccordement van Mondelange
RFN 180 000, spoorlijn tussen Metz-Ville en Zoufftgen

## Galerij

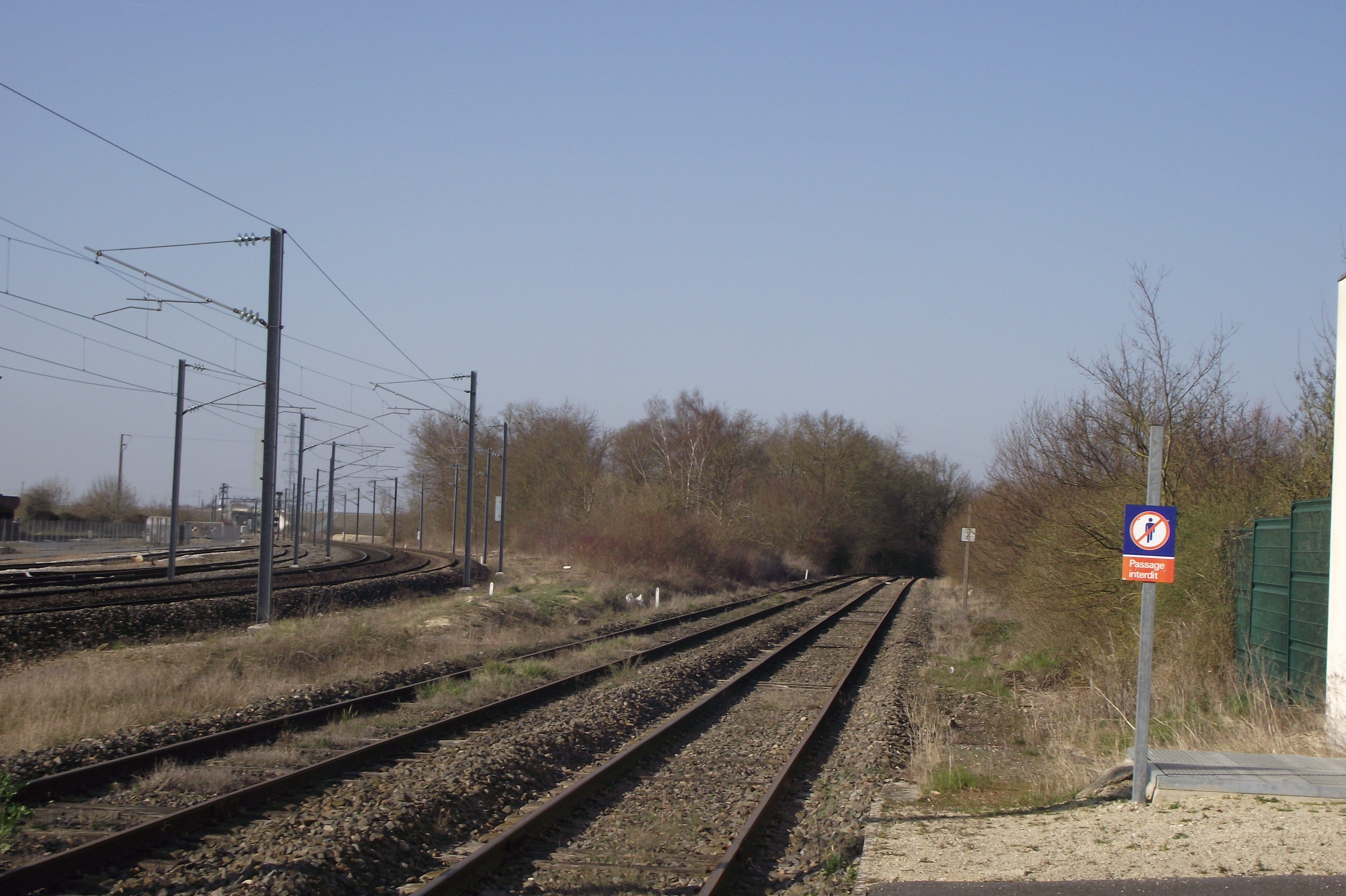
Splitsing met de spoorlijn naar Reims bij Saint-Hilaire-au-Temple
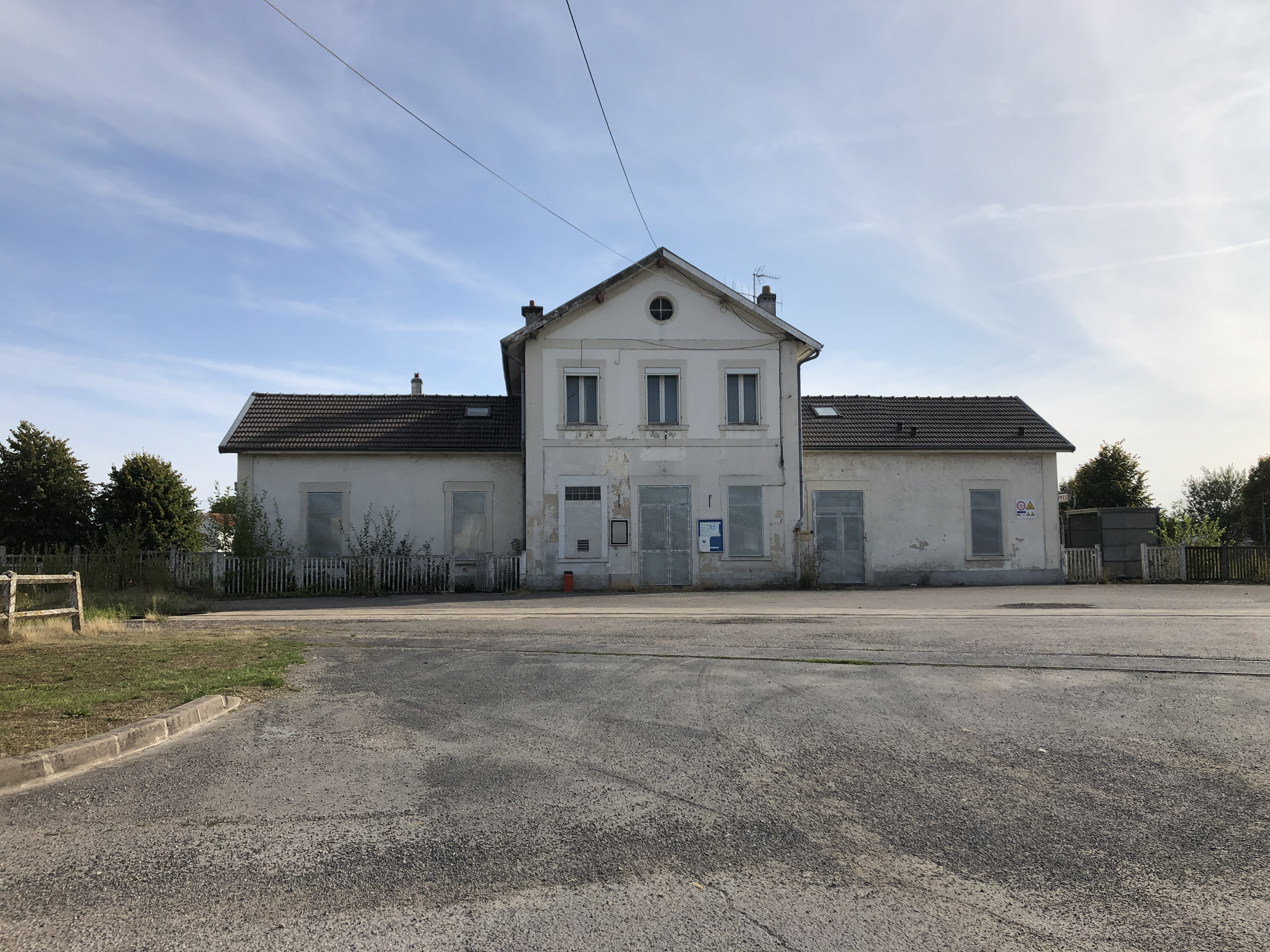
Station van Suippes in augustus 2019